# Calligrapha amator
Calligrapha amator är en skalbaggsart som beskrevs av Brown 1945. Calligrapha amator ingår i släktet Calligrapha och familjen bladbaggar. Inga underarter finns listade i Catalogue of Life.

## Bildgalleri

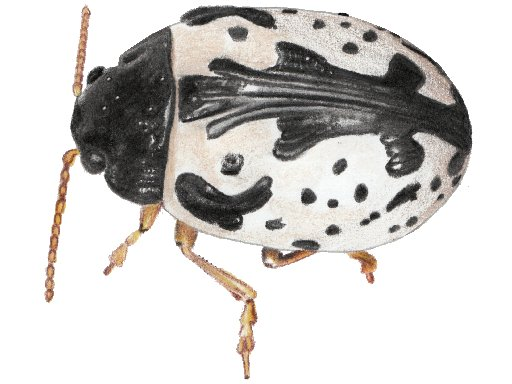